# Desa Wangon (administrativ by i Indonesien, lat -7,52, long 109,04)
Desa Wangon är en administrativ by i Indonesien.   Den ligger i provinsen Jawa Tengah, i den västra delen av landet, 280 km sydost om huvudstaden Jakarta.